# Margattea overbecki
Margattea overbecki es una especie de cucaracha del género Margattea, familia Ectobiidae. Fue descrita científicamente por Hanitsch en 1930.
Habita en Indonesia.